# Patricia Roberts
Patricia Ann Roberts, más conocida como Trish Roberts (14 de junio de 1955, Monroe, Georgia) es una exjugadora de baloncesto estadounidense. Consiguió 1 medalla de plata con Estados Unidos en los Juegos Olímpicos de Montreal 1976.